# Imre Horváth
 (novembre 2017).
Si vous disposez d'ouvrages ou d'articles de référence ou si vous connaissez des sites web de qualité traitant du thème abordé ici, merci de compléter l'article en donnant les références utiles à sa vérifiabilité et en les liant à la section « Notes et références ».
Dans le nom hongrois Horváth Imre, le nom de famille précède le prénom, mais cet article utilise l’ordre habituel en français Imre Horváth, où le prénom précède le nom.
Pour les articles homonymes, voir Horváth.
Imre Horváth, né en juin 1944 à Egyházasrádóc et mort en avril 2021, est une personnalité politique hongroise, député à l'Assemblée hongroise (onzième circonscription de Budapest), membre du groupe MSzP.